# Hits Different
«Hits Different» (с англ. — «Ощущается по-другому») — песня американской певицы и автора-исполнителя Тейлор Свифт. Впервые она была выпущена в качестве бонус-трека на компакт-диске Lavender Edition её десятого студийного альбома Midnights, 21 октября 2022 года. Трек был выпущен для скачивания и стриминга как часть Til Dawn Edition 26 мая 2023 года. Написанный и спродюсированный Свифт, Джеком Антоноффом и Аароном Десснером, его текст размышляет о прошлых отношениях и содержит отсылки к некоторым другим песням Свифт. Критики отметили юмористический тон текста и нашли композицию запоминающейся.

## Композиция
«Hits Different» длится три минуты и 54 секунды. В статье, опубликованной в журнале Business Insider, авторы Кэлли Алгрим и Кортни Ларокка описали саундскейп «Hits Different» как «тёплый и триумфальный, как монтаж о влюблённости или обретении свободы в большом городе», хотя в нём изображены размышления о прошлых отношениях.
По мнению Джейсона Липшутца из журнала Billboard, «мерцающая гитара и шипучие эмоции» создают «ощущение странствий», напоминающее об альбоме Свифт 2012 года Red.

## Релиз
13 октября 2022 года американская розничная сеть Target Corporation объявила о выпуске эксклюзивной CD-версии альбома, которая в других странах продаётся под названием Lavender Edition и включает три бонус-трека: «Hits Different», струнный ремикс на «You’re on Your Own, Kid» и фортепианный ремикс на «Sweet Nothing».
4 ноября 2022 года Свифт поделилась видеороликом, на котором она подпевает губам в такт песне, с подписью: «„Hits Different“ — это действительно разные хиты, плюс в ней есть один из моих любимых мостов». На концерте 4 июня 2023 года в Чикаго в рамках своего шестого хедлайнерского концертного тура Eras Tour Свифт дебютировала с песней «Hits Different» в качестве «песни-сюрприза». Она сказала: «Я не знаю, узнаете ли вы эту песню, она вроде как новая», после чего сыграла трек на гитаре. Том Брейхан из Stereogum сообщил, что выступление было «огромным, эйфорическим пением», а такие издания, как Billboard и Parade отметили, что она спутала некоторые слова, что может привести к повторному концертному исполнению песни в будущем.

## Отзывы
Будучи названной «любимицей фанатов», «Hits Different» получила положительные отзывы от музыкальных критиков: Эшли Иасимоне из Billboard назвала её «превосходной», а Алекс Хоппер из American Songwriter назвал её «гимном расставания». Карл Уилсон из Slate сказал, что «Hits Different» — лучший бонус-трек Midnights, потому что он «мелодически и лирически обладает настоящей „старой Тейлор“», но он также согласился, что трек был бы неуместен в стандартном трек-листе. Отметив, что он звучит «не так, как все на Midnights», Ларокка назвала его припев одним из «самых запоминающихся» на альбоме. Кроме того, она сравнила стратегию выпуска песни с «New Romantics» 1989 года, поскольку обе они впервые появились на физических делюкс-изданиях соответствующих альбомов, при этом являясь одними из «лучших» треков.

## Чарты
| Чарт (2022)                         | Высшая позиция |
| ----------------------------------- | -------------- |
| Австралия (ARIA)                    | 16             |
| Канада (Billboard Canadian Hot 100) | 19             |
| Мир (Billboard Global 200)          | 18             |
| Греция (IFPI)                       | 34             |
| Ирландия (IRMA)                     | 13             |
| Новая Зеландия (Recorded Music NZ)  | 14             |
| Филиппины (Billboard)               | 8              |
| Сингапур (RIAS)                     | 15             |
| Великобритания (UK Singles Chart)   | 18             |
| США (Billboard Hot 100)             | 27             |

## Сертификации
| Регион                                                                      | Сертификация | Продажи |
| --------------------------------------------------------------------------- | ------------ | ------- |
| Австралия (ARIA)                                                            | Золотой      | 35 000  |
| Бразилия (ABPD)                                                             | Золотой      | 20 000  |
| Данные о продажах + прослушиваниях приведены только на основе сертификации. |              |         |